# ミランド
ミランド （Mirande、オック語およびガスコーニュ語:Miranda）は、フランス、オクシタニー地域圏、ジェール県のコミューン。

## 地理
コミューンは、バイズ川の流れるアスタラック地方に属する。
コミューンは、海洋性気候の影響が衰える位置にあり、冬は穏やかで湿度が高く、夏は暑くて嵐が発生する。

## 由来

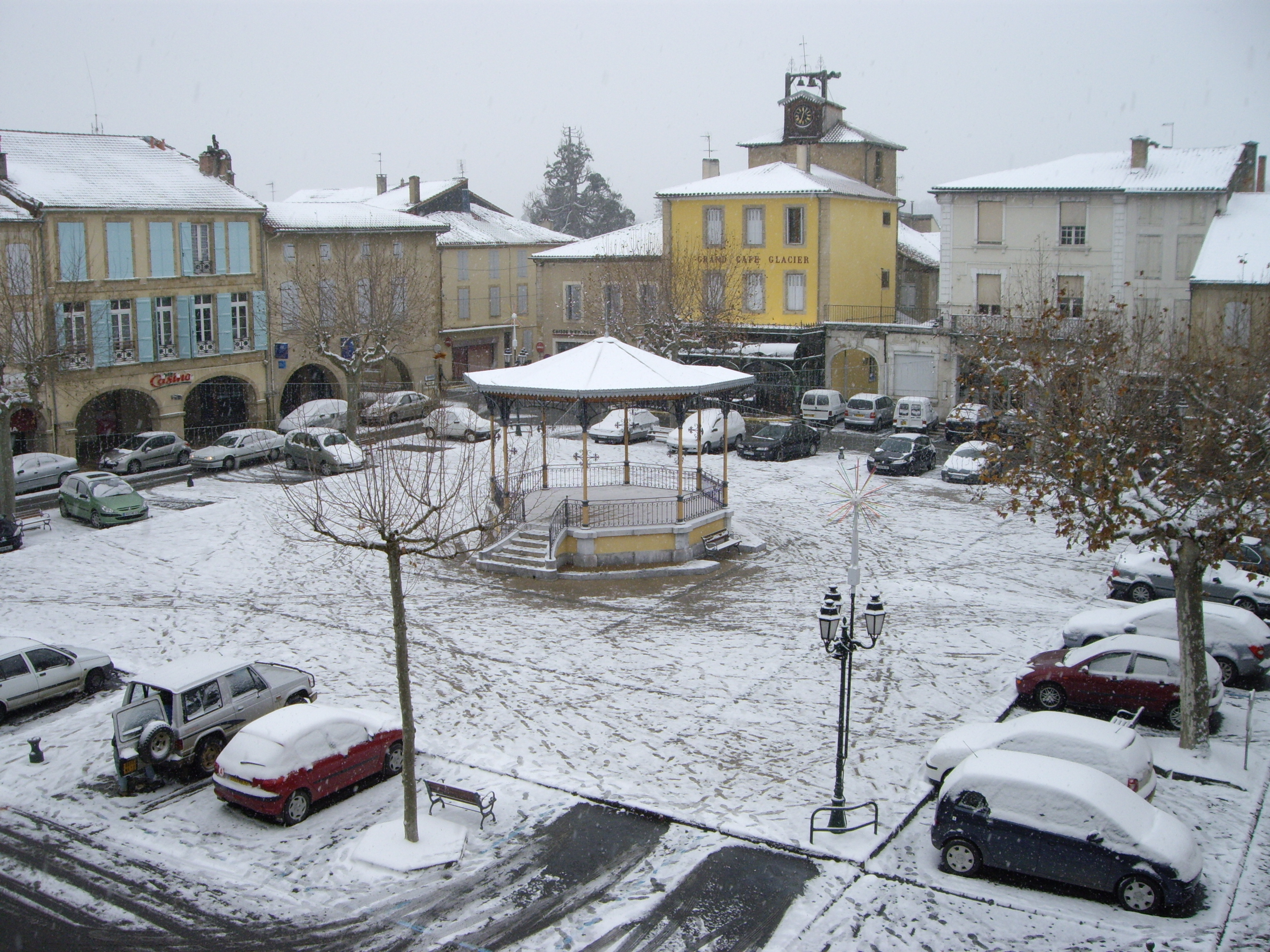
冬のアスタラック広場

まちの名の由来は、ラテン語の動名詞の女性単数形であるmirandaまたはmirandamにある。これはミランドが、オクシタニアにおける要塞都市バスティードであったこと想起させる。
確かに、まちを囲む丘の上から眺めれば、ミランドはその名を肯定する魅力的な眺めとなっているが（ガスコーニュ語およびオック語での名称mirandaは、à admirer、すなわち感嘆させられることから派生する）、仮説は示唆しているに過ぎない。
もともとの名称は建築様式であるミランド（fr、周囲を監視するために要塞化された家や場所、ラテン語でloca finitima miranda（最も近い場所を監視する））のことを指している可能性が高い。

## 歴史

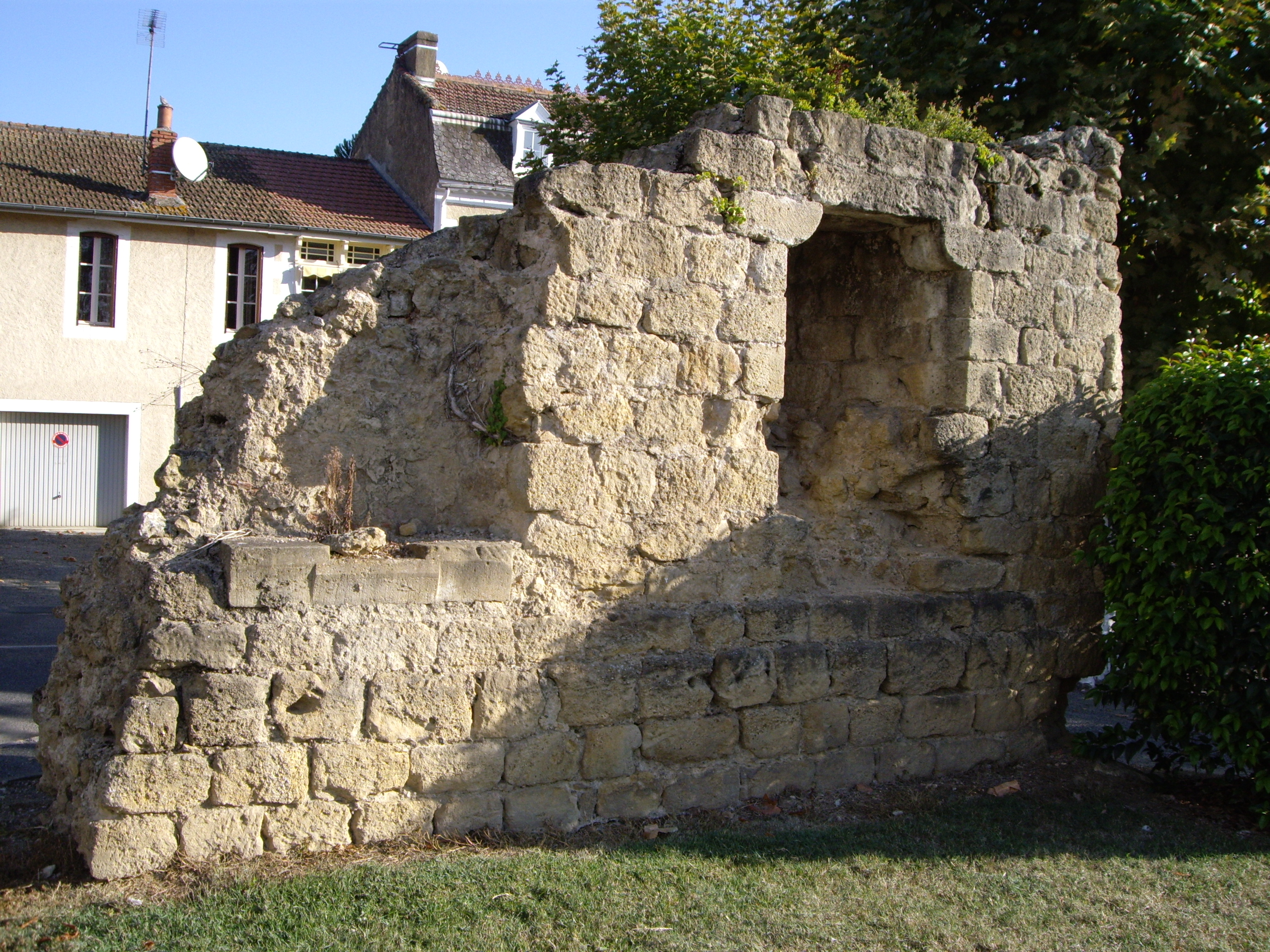
レピュブリック広場に残る、かつての城壁跡

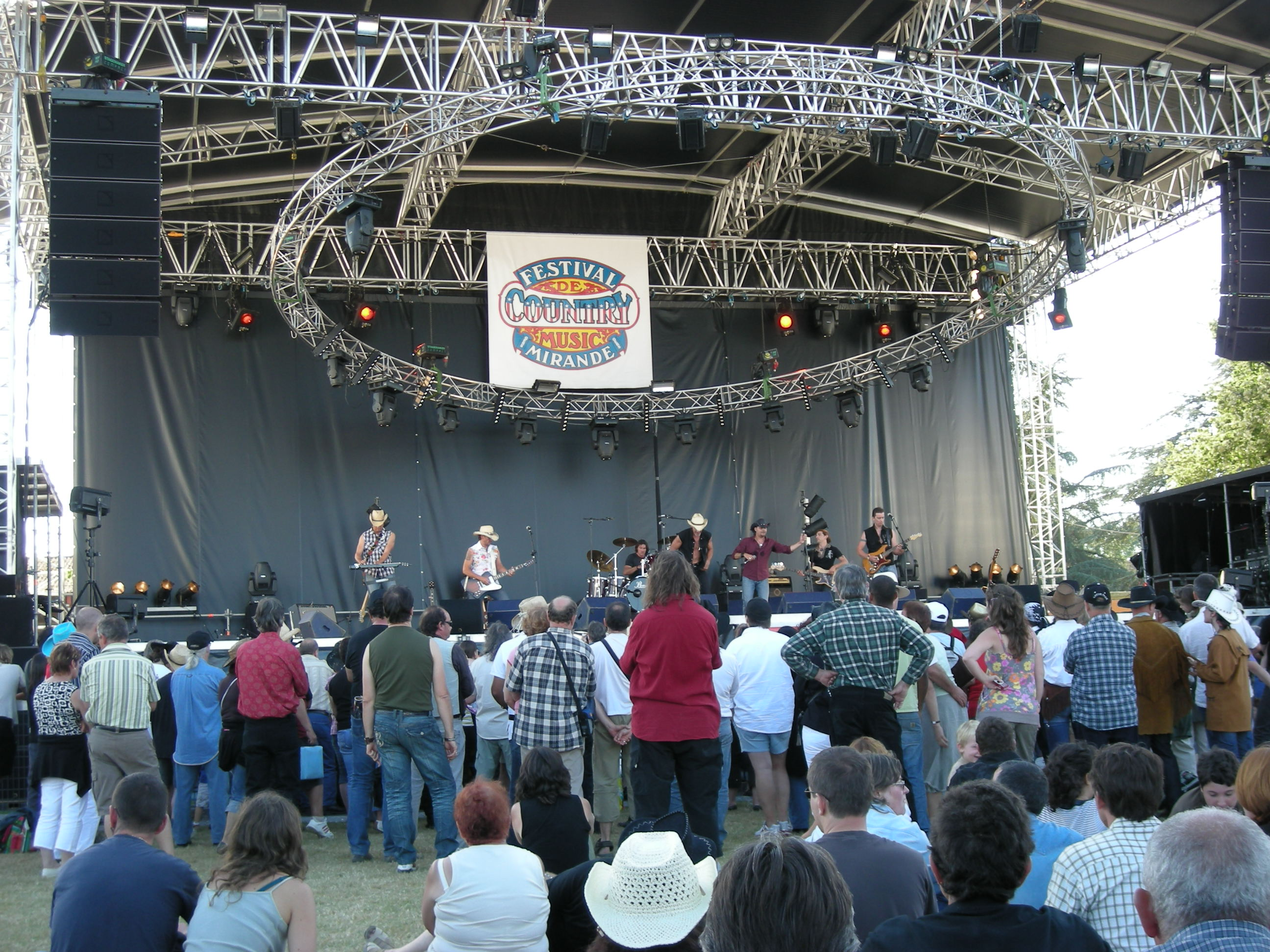
2008年に開催されたカントリー音楽フェスティヴァルの様子

ミランドは、13世紀にバイズ川左岸に建設されたバスティードである。周囲には、多くの先史時代の遺跡や、かつてこの地方を支配していた人々の墳丘墓がある。
多くの考古学者たちが、ミランドの地にはガロ＝ローマの領土があったと仮定している。まちのアルティーグ地区から橋脚や、墓地の囲い地が見つかっているだけでなく、いくつかの偶然の発見でその最古の遺構が見つかっている。ミランドの通りで工事中に、大理石でできた等身大の人の頭部が発見されている。
1281年、ミランドはサン＝ジャン＝ド＝レジアン村の近くで、キリスト教聖職者ベルドゥーズとアスタラック伯ベルナール4世によって建設された。アスタラック伯は頻繁に課税特権の付与を追認し、その後拡大した。フランス王は、急速に成長する都市に支援を約束した。まちは、一つの中央広場に真っ直ぐな通りという、規則的なバスティードであった。まちは4箇所の門によって強力に守られていた。門は19世紀まで一部が残っていた。伯爵の壮大な城は壁の外にあった。
バイズ川に面しているおかげでまちは急速に拡大し、すぐに狭い要塞内は窮屈になった。1297年にはアスタラック伯の本拠地となっていた。管区はペルシュ・ド・ミランドと呼ばれ、18の村々を含んだ。彼らの権利と自由を欲したミランド住民は、迅速に新たな妥協を探した。そのため彼らはラースとモンクラールの領主であるパルディアック伯との紛争に順次介入していった。
1283年、アスタラック伯ベルナール4世とその妻は、まちの外にコルドリエ会修道院を建てた。これは1320年代になるとヨハネス22世の命令によって周辺に拡大した。修道院はユグノーに破壊されたあと、再建されたが、1790年に閉鎖され、時間の惨禍に見捨てられた。同じように、1320年の住民反乱はフランス王弟によって厳しく抑圧された。
1338年、ミランド住民P・アルノーはマルサンのカピテーヌであるレイモン・アルノー・ド・ベアルンが指揮するイングランド軍に加わって戦った。同じ年、フィリップ6世は、フランスの敵によって四方から攻撃されていたミランドを救出した。
アスタラック家とともに、民兵団はフォワ伯とアンタン領主の見方につく代わりに、アルマニャック伯およびモンテスキュー男爵と敵対した。敵の集団は恐るべき報復で壊滅的な被害を与え、トゥールーズの高等法院が介入し、シャルル6世の時代に収束した。
1442年、アスタラック伯ジャン3世は、シャルル7世の対イングランド遠征に勇敢なミランド住民の部隊を率いた。1453年には彼らは間違いなくギュイエンヌを攻略している。カスティヨンの戦いでは、彼は66人の武装した兵士を率いた。1526年、アスタラック伯爵夫人マルトは、自分の子供たちが受けた侮辱の仕返しにミランドを包囲させた。少数の非生産的な攻撃のあと、彼女は封鎖を包囲に変更し、コルドリエ会修道院の往来を止めさせ、敵に対する全ての暴力にひたった。勇敢であるが長い抵抗に無力であったミランド住民は、トゥールーズ高等法院に、執念深い伯爵夫人から救ってくれることと、王冠が同意すればアスタラック伯領を没収することを願い出た。議論はボルドー高等法院、コンセイユ・デュ・ロワ、パリ高等法院で継続して行われた。審議は1562年に、ミランド住民が古くから持つ特権の強化という和解で終了した。8年後、マルトの孫息子であるアンリ・ド・フォワ＝カンダルは、アスタラック全土の支配者となった。
1577年、ナヴァール王の副官が、ユグノー戦争初期にミランドを占領した。カトリックの指導者シュヴァリエ・ダントラら少数貴族の助けを得て、血みどろの戦いの後に住民たちはベアルン人守備隊を敗北させた。勝利者たちは、未来のフランス王であるアンリ・ド・ナヴァールへの面会が叶い、アンリは新たな恩恵を彼らに与えた。彼らは王家からの慈愛に値することを自ら証明して見せ、1615年にはミランドのまちの管理を託された。
1630年、ミランドにクララ会派修道院が建てられた。次の世紀には再建されたが、コルドリエ会の革命の運命に苦しめられた。しかしながら神学校を持っていたので完全に放棄されることはなかった。サンティアゴ・デ・コンポステーラの巡礼路として開かれたバイズ川近くのミランドには、巡礼者の利用する施療所があった。
18世紀、まちの富が増加した。ミランドはこの時点でファイアンス焼の窯、皮なめし工場、織物工房数箇所を持っていた。しかしこれら事業はいずれも重要でなく、まちには代官も司教もいず苦しんだ。
ルイ・ナポレオン・ボナパルト（のちのナポレオン3世）による1851年12月2日クーデターの後、ミランドとその周囲の共和主義者たちは、共和国を守るため抗議した。彼らは数日間にわたってまちの行政を管理下においた。

## 人口統計
| 1962年 | 1968年 | 1975年 | 1982年 | 1990年 | 1999年 | 2006年 |
| ------ | ------ | ------ | ------ | ------ | ------ | ------ |
| 3610   | 4075   | 3879   | 3871   | 3565   | 3568   | 3676   |

参照元:1962年までEHESS、1968年以降INSEE

## 経済
ミランドは家畜や家禽の生産、売買の中心である。ウシの一品種、ミランデーズ種はこの一帯の品種である。

## 姉妹都市
- テュビーズ、ベルギー
- コルンタール＝ミュンヒンゲン、ドイツ
- サン・マウロ・トリネーゼ、イタリア
- レリアーナ、スペイン